# يوهانس والتر
جوهانس والثر (بالألمانية: Johannes Walther)‏ هو إحاثي وجيولوجي ألماني، ولد في 20 يوليو 1860 في نويشتات أن در أورلا في ألمانيا، وتوفي في 4 مايو 1937 في Bad Hofgastein ‏ في النمسا.

## وصلات خارجية
- يوهانس والثر على موقع الموسوعة البريطانية (الإنجليزية)